# اچ‌ام‌اس اوریبی (جی۶۶)
اچ‌ام‌اس اوریبی (جی۶۶) (به انگلیسی: HMS Oribi (G66)) یک کشتی بود که طول آن ۳۴۵ فوت (۱۰۵ متر) بود. این کشتی در سال ۱۹۴۱ ساخته شد.